# WSA World Tour
Als WSA World Tour bezeichnete man die bis 2014 von der Spielervereinigung WSA veranstaltete Damensquash-Turnierserie, äquivalent zur PSA World Tour der Herren. Die Saison begann in der ersten Januarwoche und endete Mitte Dezember. Für Siege bei den Veranstaltungen bekamen die Spielerinnen Punkte in der Squash-Weltrangliste gutgeschrieben.

## Turnierkategorien
Die Turniere unterschieden sich jeweils durch die Anzahl der vergebenen Weltranglistenpunkte. Sie ließen sich dementsprechend in Reihenfolge ihrer Wertigkeit drei Kategorien unterteilen:
- die Turniere der WSA World Series
- die Turniere der Kategorie WSA Gold und WSA Silver
- die Turniere der Kategorie WSA Tour

Die Turniere der WSA World Series waren nochmals unterteilt in die Kategorien Platinum und Gold. Die Kategorie WSA Gold wurde nicht nochmals unterteilt, wohl aber WSA Silver in zwei unterschiedliche Unterkategorien: Silver 35 und 25. Die WSA Tour-Turniere waren lediglich in drei Unterkategorien unterteilt: Tour 15, 10 und 5.
Eine Sonderrolle nahmen die jährlich von der WSA veranstalteten WSA World Series Finals als Saisonabschlussturnier ein. Darüber hinaus richtete die WSA als Schirmherrin die jährliche Weltmeisterschaft aus.

## Turniere im Überblick
Die WSA World Tour beinhaltete über 70 Turniere in der ganzen Welt, in der monatlich aktualisierten Weltrangliste sind über 250 Spielerinnen registriert. Die WSA-Turniere hatten unterschiedliche Wertungskategorien, die sich am ausgeschütteten Preisgeld orientieren. Die Punkte-Aufschlüsselung für die Weltrangliste war wie folgt:
| Turnierkategorie          | Preisgeld | S     | F     | HF   | VF     | AF    | 2R    | 1R  |
| ------------------------- | --------- | ----- | ----- | ---- | ------ | ----- | ----- | --- |
| WSA World Championship    |           | 5300  | 3630  | 2150 | 1150   | 575   | 330   | 170 |
| WSA World Series Platinum | $95,000+  | 4800  | 3300  | 1950 | 1050   | 525   | 300   | 150 |
| WSA World Series Gold     | $70,000+  | 3360  | 2310  | 1365 | 735    | 365,5 | 210   | 105 |
| WSA Gold 50               | $50,000+  | 2450  | 1610  | 980  | 595    | 350   | 175   | −   |
| WSA Silver 35             | $35,000+  | 1575  | 1035  | 630  | 382,5  | 225   | 112,5 | −   |
| WSA Silver 25             | $25,000+  | 892,5 | 586,5 | 357  | 216,75 | 127,5 | 63,75 | −   |
| WSA Tour 15               | $15,000+  | 560   | 368   | 224  | 136    | 80    | 40    | −   |
| WSA Tour 10               | $10,000+  | 350   | 230   | 140  | 85     | 50    | 25    | −   |
| WSA Tour 5                | $5,000+   | 210   | 138   | 84   | 51     | 30    | 15    | −   |